# Cheneyville (Louisiane)
Cheneyville est une ville de la paroisse des Rapides, dans l'État de Louisiane, aux États-Unis,. En 2020, elle compte une population de 468 habitants.

## Démographie
Lors du recensement de 2010, la ville comptait une population de 625 habitants, tandis qu'en 2020, elle s'élève à 468 habitants.